# Сефедін Брахо
Сефедін Брахо (алб. Sefedin Braho; 18 серпня 1953, Тирана — 6 жовтня 2024) — албанський футболіст, що грав на позиції нападника за клуби «Партизані» та «Люфтерарі», а також національну збірну Албанії.

## Клубна кар'єра
У дорослому футболі дебютував 1970 року виступами за команду «Партизані», в якій провів десять сезонів.
1980 року перейшов до клубу «Люфтерарі», за який відіграв 3 сезони. Завершив професійну кар'єру футболіста виступами за команду «Люфтерарі» у 1983 році.

## Виступи за збірні
Протягом 1983—1984 років залучався до складу молодіжної збірної Албанії. На молодіжному рівні зіграв у 2 офіційних матчах.
1973 року дебютував в офіційних матчах у складі національної збірної Албанії.
Загалом протягом кар'єри у національній команді, яка тривала 11 років, провів у її формі 9 матчів, забивши 1 гол.